# Drosera magnifica

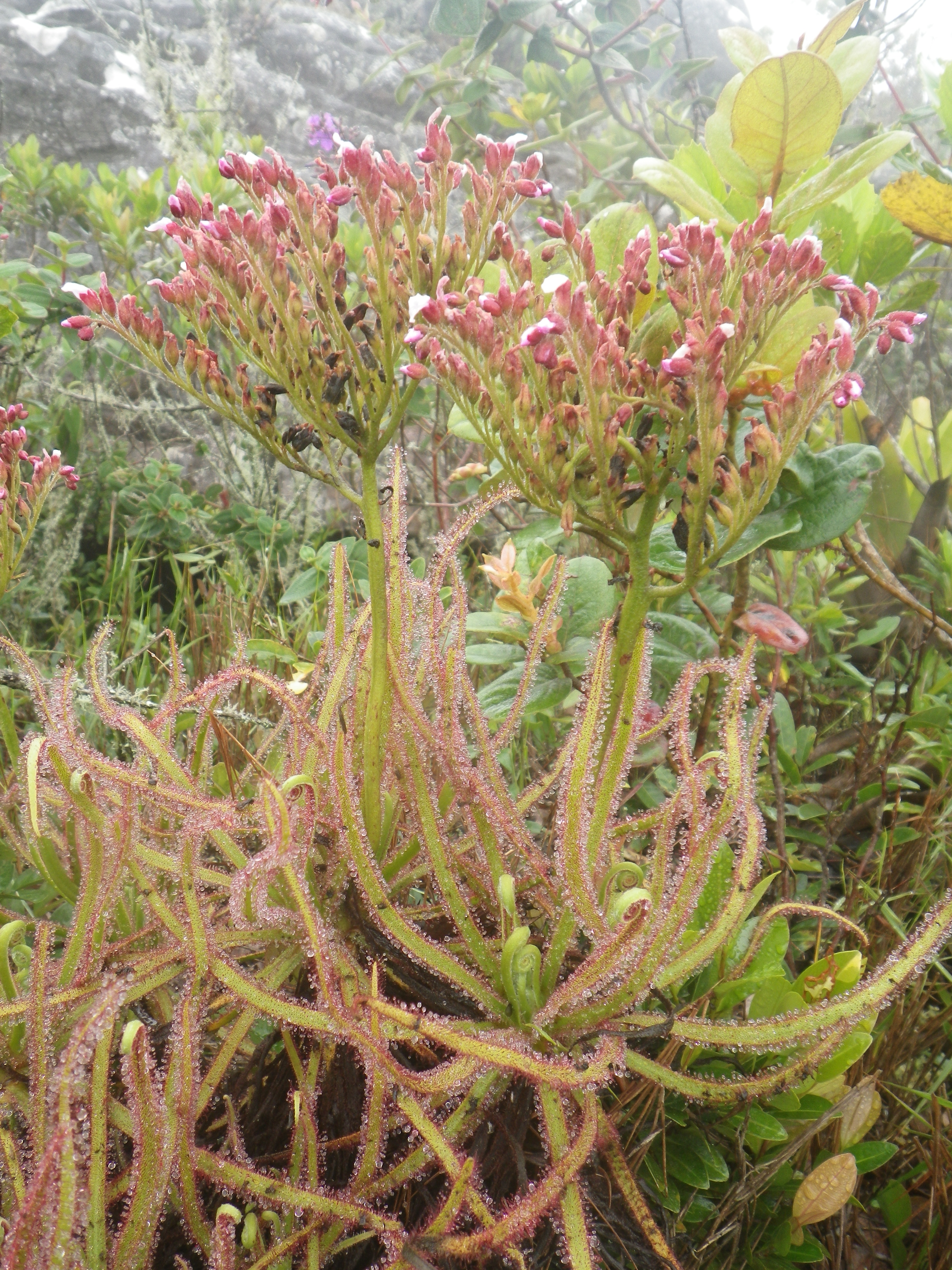
Espécimen floreciendo

Drosera magnifica es una especie de planta carnívora endémica del Pico Padre Ângelo (1500–1530 m snm) al este del estado de Minas Gerais, en el sureste de Brasil, donde crece junto a terrenos arenosos entre la vegetación herbácea y arbustiva. Es una de las tres especies más grandes de Drosera - las otras dos son D. regia de Sudáfrica y D. gigantea de Australia - y fue descubierta en 2015 a través de imágenes que aparecieron en la red social Facebook. Está emparentada con Drosera graminifolia y Drosera spiralis, y se la considera en peligro crítico de extinción. Brasil es hogar de unas 30 especies de Drosera.
Una característica notable de la Drosera magnifica es la forma de candelabro de su inflorescencia. A pesar del gran número de semillas producidas, no se encontraron plántulas durante el trabajo de campo en el sitio. En lugar de eso, brotes adventicios crecen "de tallos o raíces de plantas viejas". Plantas de esta especie fueron descubiertas por el cultivador de orquídeas Reginaldo Vasconcelos, quien publicó una imagen en Facebook en 2012. Un año después, Paulo Gonella, un investigador botánico en el Instituto de Biociencias de la Universidad de São Paulo dio con la imagen y descubrió que se trataba de una nueva especie. Tras una viaje de recolección en la montaña, la descripción fue publicada por la revista botánica Phytotaxa.
Drosera magnifica tiene la distinción de ser la primera especie de planta descubierta a través de imágenes publicadas en un grupo de una red social. Detalles exactos de su ubicación fueron divulgados a botánicos profesionales para que visiten el sitio, tomen fotografías y material, y armen una descripción.